# موريس تريمبلي
موريس تريمبلي هو محامي وسياسي كندي، ولد في 23 أبريل 1944 في ساغينيه في كندا. نشط حزبياً في الحزب الكندي التقدمي المحافظ. وقد انتخب عضو مجلس العموم الكندي.